# Castrum
Castrum (lat. izg. kȁstrum) naziv je za utvrđeno vojničko naselje; tabor, logor. 

## Opis
Izvorno značenje pojma potječe iz rimskog doba, od legijskog logora opasana bedemima i kulama, koji se gradio po točno određenim pravilima: pravokutni oblik, po jedna vrata na sredini svake stranice i dvije glavne ulice, sa zapovjedništvom na njihovu sjedištu, te s točno određenim položajem pojedinih građevina. U zrelo antičko doba castrumi su posebno važni u sustavu obrane.
U Istri su se gradili u razdoblju između rimskih osvajanja i osnivanja kolonija, kada je rimska vojska nadzirala istarsko priobalje. U kasnoantičko doba, s porastom opće nesigurnosti zbog unutrašnje i vanjske krize Rimskoga Carstva, model castruma s graničnih i vojnoobrambenih područja prenosi se i na druge lokacije. Castrumi su tada imali vojni i civilni značaj, istodobno su bili utočišta lokalnog stanovništva i izbjeglica iz drugih krajeva. Kategoriji castruma pripadaju i vojne utvrde duž istočne obale Jadrana nastale u VI. stoljeću u vrijeme Justinijanove vladavine, kada su se radi sigurnosti plovidbe gradile na svim važnim i istaknutim točkama obale i otoka, i to tako da su jedna drugoj bile u vidokrugu.

## Vanjske poveznice
|  | Zajednički poslužitelj ima stranicu o temi Castrum                 |
|  | Zajednički poslužitelj ima još gradiva o temi Starorimski castrumi |